# Chóvar

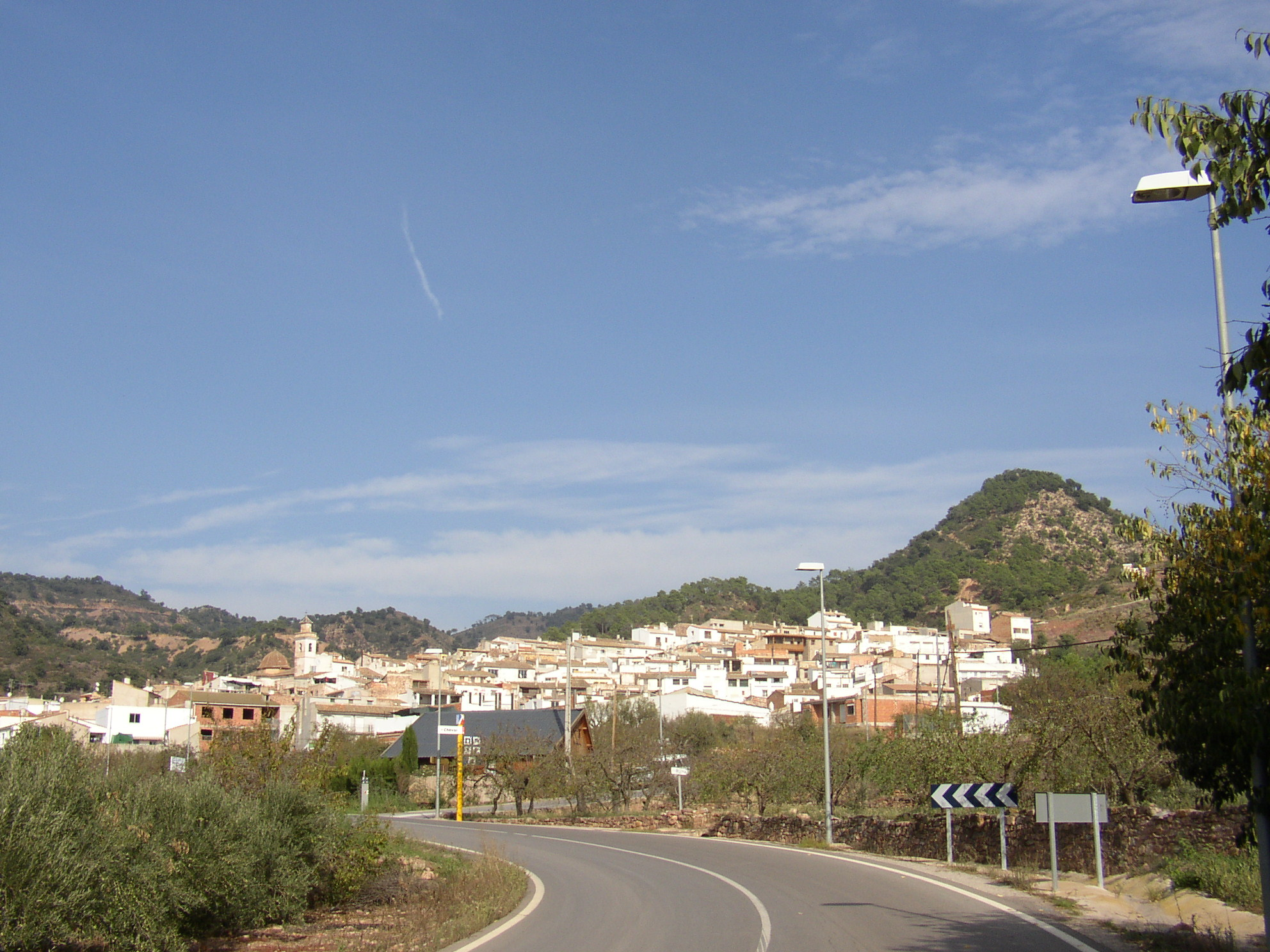
Vista general.

Chóvar es un municipio de la Comunidad Valenciana, España. Situado en la provincia de Castellón, perteneciente a la comarca del Alto Palancia. Se encuentra situado en la zona nororiental de ésta, en las estribaciones de la sierra de Espadán. Cuenta con una población de 312 habitantes (INE 2024). Se trata de un municipio hispanófono, en el que el español cuenta con el predominio lingüístico reconocido legalmente.

## Geografía
La población se encuentra inserta en el Parque natural de la Sierra de Espadán, por eso, aunque el núcleo urbano no cuenta con una altitud elevada (sólo 415 m), sí que existen destacados picos en su término como el Hembrar (859 m), el Puntal del Aljibe (948 m) o el Pico Bellota (959 m).
Debido a la relativa cercanía al mar, unos escasos 20 km, tiene unas peculiares condiciones climáticas, destacando la presencia de vientos de levante, que proporcionan una elevada humedad y un relativo frescor. Estas características permiten que la vegetación sea abundante existiendo especies como el brezo, enebro, y el alcornoque.

### Localidades vecinas
Ahín, Alfondeguilla, Azuébar, Eslida y Soneja.

## Historia
En su término municipal se han encontrado restos de la Edad del Bronce en la partida de Bellota, y un poblado ibérico en la cima del monte Rubial.
Sin embargo, la actual localidad es de fundación musulmana como denota el trazado irregular de las calles. Además, la primera mención escrita de la localidad se produce cuando el rey de la taifa de Valencia, Zayd Abu Zayd se interesa por la recién fundada localidad de Chóvar, que se había poblado por vecinos del castillo de Bejís.

## Demografía
Chóvar cuenta con una población de 312 habitantes (INE 2024).
| Gráfica de evolución demográfica de Chóvar entre 1842 y 2021                                                        |
| |
| Población de derecho según los censos de población del INE Población de hecho según los censos de población del INE |

### Economía
Está basada en la agricultura de secano, destacando productos como la algarroba, la almendra o la oliva, de la que se extrae un aceite de gran calidad.

## Administración y política
| Periodo   | Nombre                                  | Partido   |
| --------- | --------------------------------------- | --------- |
| 1979-1983 | Vicente Beltrán Beltrán                 | UCD       |
| 1983-1987 | Jaime Máñez Bellón Arturo Mondragón Ten | PSPV-PSOE |
| 1987-1991 | José Gómez Mondragón                    | PSPV-PSOE |
| 1991-1995 | Pedro Gómez Rojano                      | PSPV-PSOE |
| 1995-1999 | Emilio Mondragón Granell                | PSPV-PSOE |
| 1999-2003 | Emilio Mondragón Granell                | PSPV-PSOE |
| 2003-2007 | María Teresa Palacios Beltrán           | PSPV-PSOE |
| 2007-2011 | María Teresa Palacios Beltrán           | PSPV-PSOE |
| 2011-2015 | Miguel Ángel Beltrán Sevilla            | PP        |
| 2015-2019 | José Pérez Sevilla                      | PP        |
| 2019-2023 | José Pérez Sevilla                      | PP        |
| 2023-act. | Lorena Bonifás Blanco                   | PP        |

## Cultura
Posee diccionario propio del chovero.

### Patrimonio

#### Religioso

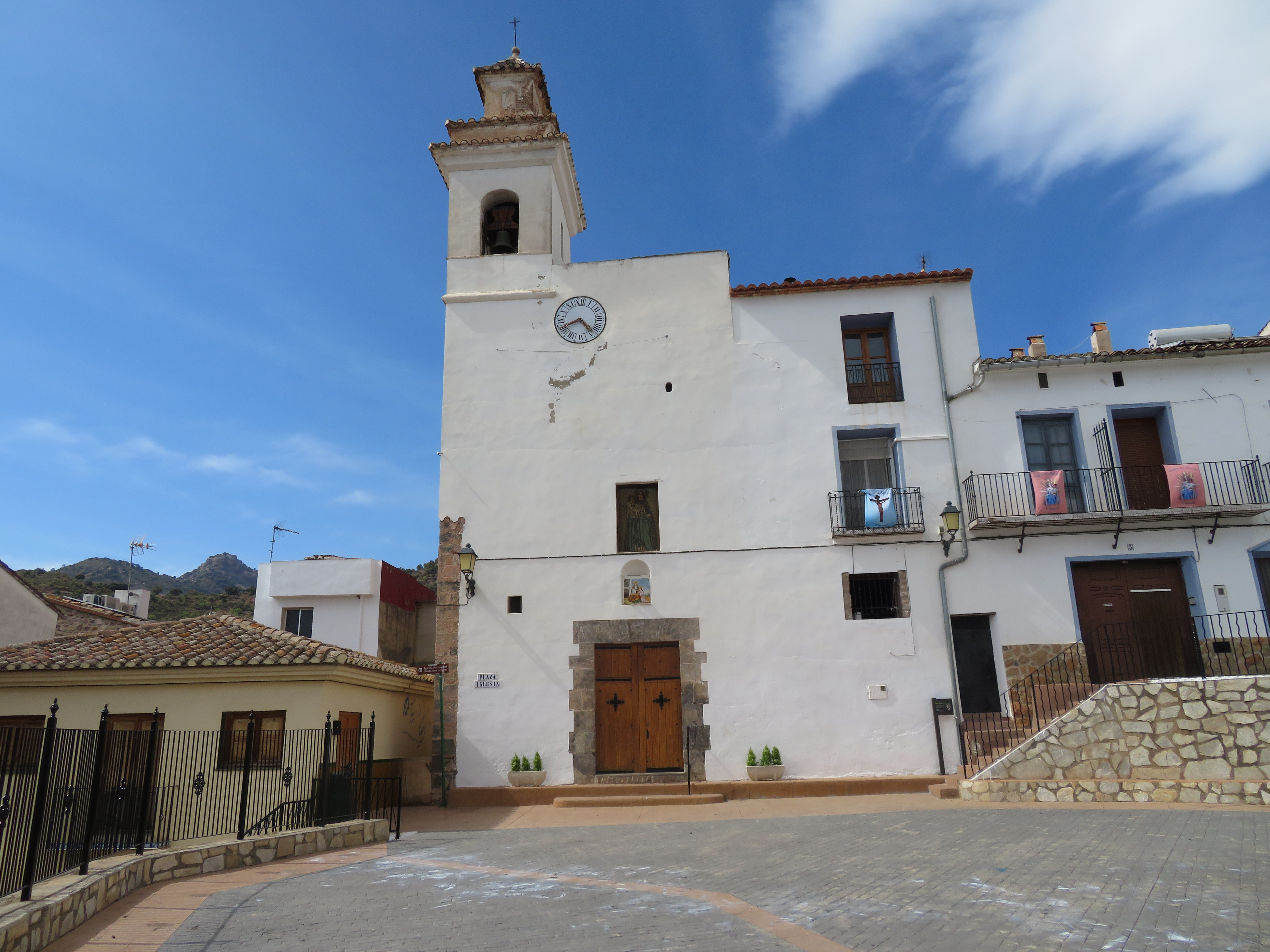
Iglesia Parroquial de Santa Ana de Chóvar.

- Iglesia Parroquial de Santa Ana de Chóvar.Iglesia Parroquial de Santa Ana.

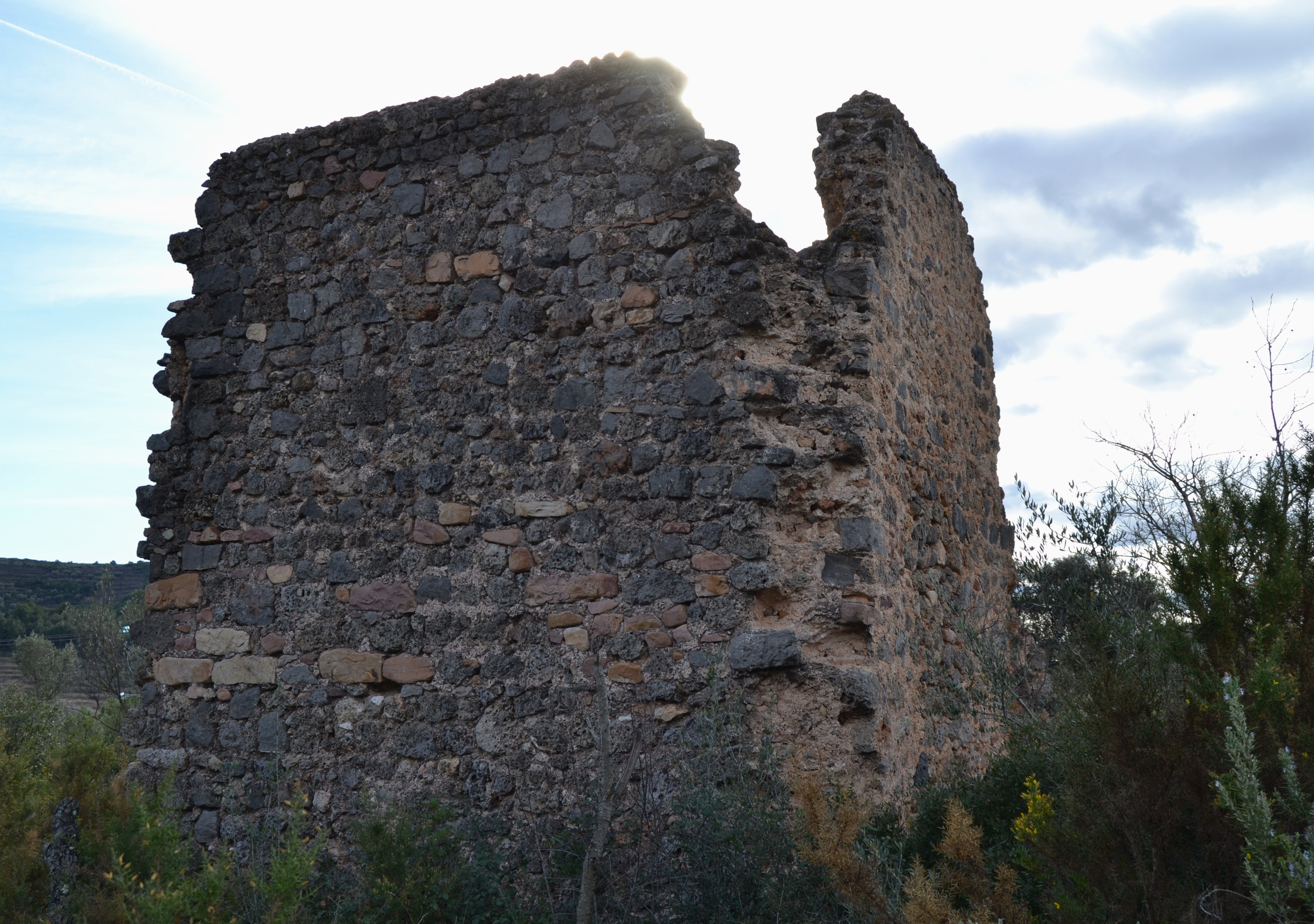
Torre de Chóvar

#### Civil
- El Rubial. Este poblado íbero está situado en la cima del monte del mismo nombre. Actualmente se mantienen los cimientos de algunas de sus construcciones y se han hallado restos de cerámica y algunas monedas.
- Torreta. Se pueden observar los restos de esta atalaya musulmana muy cerca de los del poblado íbero.
- Punta de la Sartén. Torre musulmana en la cima del mismo nombre. En mal estado de conservación ya que tan solol se mantiene un muro en pie.

#### Lugares de interés

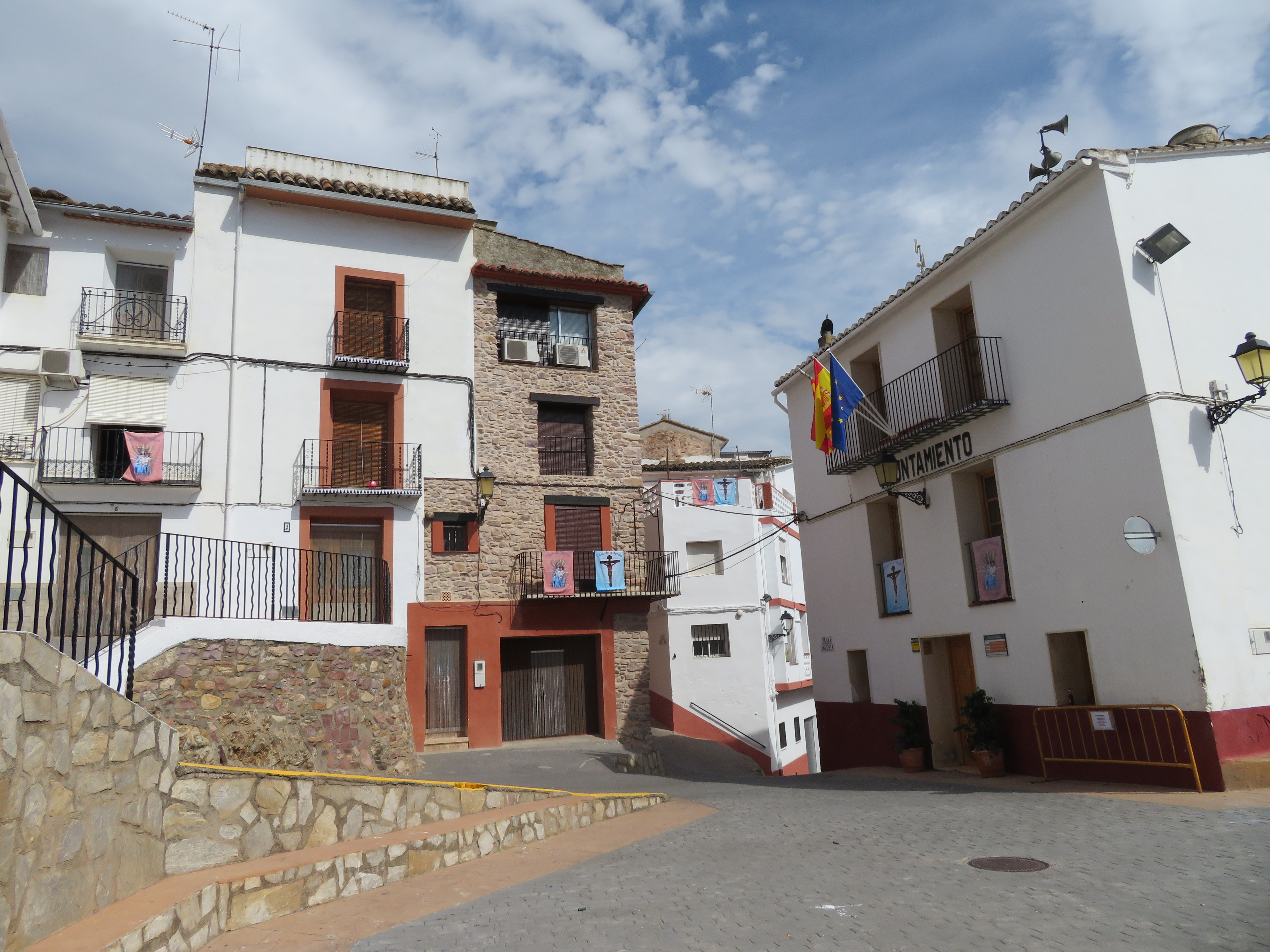
Panorámica urbana de Chóvar. Plaza de la Iglesia.

- Panorámica urbana de Chóvar. Plaza de la Iglesia.Cueva de los Calaricos. En esta impresionante oquedad, que se encuentra en el este del término municipal, se pueden observar magníficas estalactitas y estalagmitas.
- Pantano. Este embalse de origen musulmán fue construido en el siglo XII. Regula las avenidas del barranco Ajuez y tiene una altura de 12 m.
- La Fuente del Lobo. Situada en la ladera del Pico Bellota. Su agua es riquísima.
- Las minas de mercurio. En producción desde los años 60 y los 70 del pasado siglo. Actualmente cerradas, se encuentran situadas en la parte noreste del término .

### Gastronomía
- Olla de verduras y cardos.
- Sequillos.

## Deportes
- Piscina municipal.
- Polideportivo con frontón, canchas de baloncesto y campo de fútbol sala.

## Accesos
La manera más sencilla de llegar desde Valencia es a través de la autovía A-23 de Sagunto a Segorbe hasta las cercanías de Soneja, dónde se enlaza con la CV-230. El pueblo se encuentra a 62'40 km de Valencia y 46'1 km de Castellón de la Plana.